# Mocado
Mocado é um EP da banda Zimbra lançado em 9 de maio de 2014, contendo 3 músicas inéditas, entre elas "Então Você", um dos hits do grupo.
As canções são marcadas pela mistura do romantismo melodramático com elementos do funk e soul brasileiro da década de 1970. De acordo com os integrantes da banda, o EP demonstra um lado mais sensível e mais melancólico das composições, "É o tipo de música que qualquer pessoa se identifica, todos retratam tudo de uma forma muito sincera, nos sentimos na obrigação de fazer algo nacional que resgatasse um pouco dessa época de ouro”
Fora as três músicas do EP, dez músicas não foram incluídas e foram guardadas. Uma das músicas foi lançada seis anos depois, que é Lua Cheia, música que se encontra no EP Lua Cheia / Claro Que o Sol.
O EP foi premiado como "EP do Ano" pelo Prêmio Rock Show. “Estou feliz pela conquista do prêmio, que foi o resultado de muito trabalho”, fala Rafael Costa.

## Faixas
Todas as faixas escritas e compostas por Rafael Costa. 
| N.º | Título        | Duração |  |
| 1.  | "Então Você"  | 3:42    |  |
| 2.  | "Entre Laços" | 4:21    |  |
| 3.  | "Vai Voar"    | 3:25    |  |

## Prêmio
| Ano  | Prêmio           | Categoria | Resultado |
| ---- | ---------------- | --------- | --------- |
| 2014 | Prêmio Rock Show | EP do Ano | Venceu    |